# Longuripes
Longuripes is een geslacht van rechtvleugeligen uit de familie krekels (Gryllidae). De wetenschappelijke naam van dit geslacht is voor het eerst geldig gepubliceerd in 1993 door Desutter-Grandcolas & Hubbell.

## Soorten
Het geslacht Longuripes omvat de volgende soorten:
- Longuripes altaminor Desutter-Grandcolas, 1993
- Longuripes arganoi Desutter-Grandcolas & Hubbell, 1993
- Longuripes evanesca Desutter-Grandcolas, 1993
- Longuripes intermedia Desutter-Grandcolas, 1993
- Longuripes minor Desutter-Grandcolas, 1993
- Longuripes pseudogigas Desutter-Grandcolas, 1993
- Longuripes sbordonii Desutter-Grandcolas & Hubbell, 1993
- Longuripes stenops Desutter-Grandcolas & Hubbell, 1993
- Longuripes stenopsita Desutter-Grandcolas, 1993
- Longuripes surchiapaneca Desutter-Grandcolas, 1993